# دينيس ميشاك
دينيس ميشاك (من مواليد 30 نوفمبر 1995) هو متسابق قوارب الكانوي من سلوفاكيا.. يتنافس في أحداث كي-4 وفاز بميدالية ذهبية في بطولة العالم 2015 ‏ وميدالية فضية في الألعاب الأولمبية الصيفية 2016. وميدالية برونزية في الألعاب الأولمبية الصيفية 2020.

## المسيرة الرياضية
تولى الرياضة في سن الثامنة. بسبب نجاحاته في فئة الناشئين، حصل على لقب «كايكر جونيور السلوفاكي للعام» في عامي 2012 و2013. في بطولة 2013 الأوروبية للناشئين وتحت 23 عامًا، فاز بميدالية ذهبية في سباق كي-2500 متر للناشئين مع تيبور لينكا [الإنجليزية]. في العام المقبل، مرة أخرى مع لينكا، احتلا المركز الثاني في سباق تحت الـ23. في عام 2015 أصبح جزءًا من فريق السلوفاكي في منافسة كي-4، والذي فاز بالعديد من الميداليات في الألعاب الأولمبية والبطولات العالمية والأوروبية. مع إريك فلشيك وجوراج تار [الإنجليزية] وتيبور لينكا [الإنجليزية]، فازوا بسباق كي-4 1000 متر في بطولة العالم 2015 ‏. في عام 2016، فاز نفس الفريق بذهبية واحدة وميدالية فضية واحدة في بطولة أوروبا 2016 ‏، حيث أظهروا شكلًا جيدًا قبل الهدف الرئيسي للموسم، الألعاب الأولمبية، حيث تنافسوا في سباق كي-4 لمسافة 1000 م [الإنجليزية] فئة أبطال العالم وفاز بالميدالية الفضية.
في 2021، فاز بالميدالية البرونزية في الألعاب الأولمبية الصيفية 2020 مع فريق  سلوفاكيا المكون من صموئيل بالاي ودينيس ميشاك وإريك فلشيك وآدم بوتيك في سباق كي-4 500 متر بزمن قدره 1:23.534

## روابط خارجية
- دينيس ميشاك على موقع الاتحاد الدولي للكانو (الإنجليزية)
- دينيس ميشاك على موقع اللجنة الأولمبية الدولية (الإنجليزية)
- دينيس ميشاك على موقع أوليمبيديا (الإنجليزية)
- دينيس ميشاك على موقع اللجنة الأولمبية السلوفاكية (السلوفاكية)